# Moraga
Moraga är en stad (town) i Contra Costa County, i delstaten Kalifornien, USA. Enligt United States Census Bureau har staden en folkmängd på 16 250 invånare (2011) och en landarea på 24,4 km².